# Perla Bjurenstedt
Per Bjurenstedt, känd som Perla Bjurenstedt, född 25 december 1954 i Jönköping, är en svensk sångare, musiker och låtskrivare inom genren kristna sånger. Han är bosatt i Upplands Väsby, Stockholms län.
Bjurenstedt skivdebuterade 1973 och släppte därefter ytterligare tre plattor för vuxna. De följande tio plattorna har sedan huvudsakligen riktat sig till barn. Han har turnerat sedan 1970-talet runt om i landet, inte minst i skolor. 2011 släppte han sin fjortonde platta Bra kan bli bättre.
Han är representerad i Pingströrelsens sångbok Segertoner med Jag har nu beslutat mig att en gång vara med, skriven 1979, under nummer 514 i 1988 års upplaga.
Vid årsskiftet 2011–2012 tävlade han i lag Jönköping tillsammans med tv-journalisten Lars Adaktusson och riksdagspolitikern Emma Carlsson Löfdahl i TV4:s frågeprogram "Slaget om Sverige".
Perla Bjurenstedt är son till kolportören och bokhandlaren Axel Bjurenstedt och Signild, ogift Sandqvist.

## Diskografi i urval
- 1973 – Liv värt att leva (Prim)
- 1976 – En frihetssång (Prim)
- 1981 – Där ska sången aldrig tystna (Prim)
- 1986 – Sjung för allt vad du är värd (Prim)
- 1989 – Man lär så länge som man lever (med Pee Bee Band) (Filadelfia)
- 1991 – En för alla alla för en (med Pee Bee Band) (Nya Musik)
- 1994 – Livet sjunger fortfarande (Viva)
- 1995 – Olika men ändå lika (Nya Musik)
- 1997 – Lyckodag (Nya Musik)
- 1999 – Änglar vid vårt bord (Chabelle)
- 2000 – Tusen nya år : där vi är med från början! (Chabelle)
- 2002 – Du & jag och hela världen (Chabelle)
- 2004 – Det Bästa Av Perla 1986-2004 (Chabelle)
- 2007 – Happy, Feliz, Lycklig (Chabelle)
- 2011 – Bra kan bli bättre (Chabelle)